# Sendai Daikannon

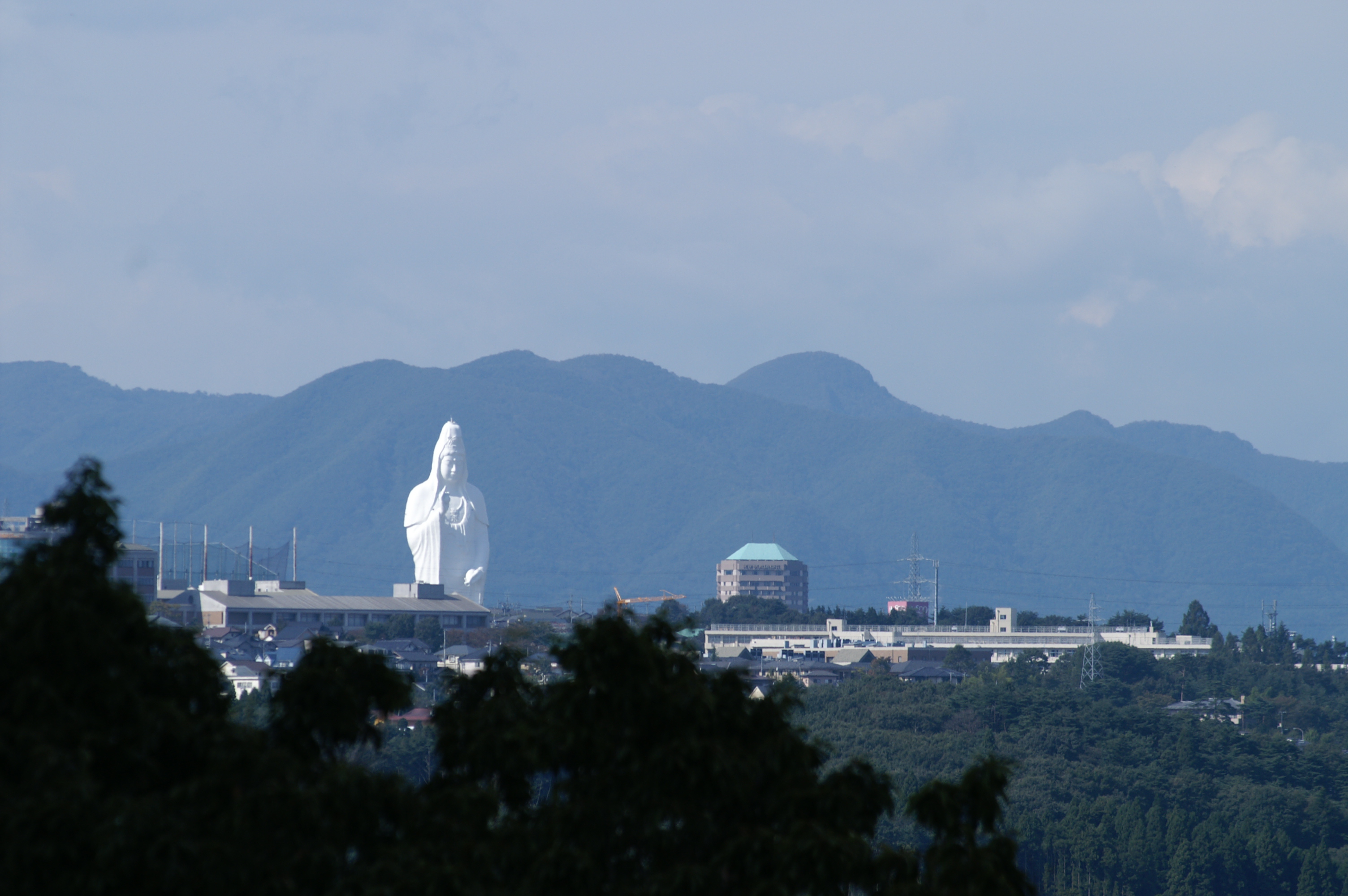
Sendai Daikannon

Sendai Daikannon is een zeer hoog standbeeld van Guanyin, een van de populairste bodhisattva's in het Mahayana-boeddhisme. Het werd voltooid in 1991. Het beeld staat op zesde plaats van hoogste beelden ter wereld. Dit beeld bevindt zich in de Japanse stad Sendai. Het beeld heeft de hoogte van honderd meter. In het beeld bevindt zich een lift, waar bezoekers omhoog kunnen om de omgeving te bezichtigen. Het beeld heeft twaalf verdiepingen. In het beeld zijn onder andere honderdenacht boeddhistische beelden en beelden van de Twaalf hemelse krijgers te zien.